# Црква Преподобне мати Параскеве у Гаревцу
Црква Преподобне мати Параскеве - Свете Петке у Гаревцу, парохијска је православна црква у насељеном месту на територији града Бијељина, припада Епархији зворничко-тузланској Српске православне цркве.
Пре градње храма богослужило се од 1995. до 2003. године у кући адаптираној за богослужбени простор. Тај богослужбени простор био је посвећен Светом великомученику Пантелејмону, из разлога што је већина избеглица била из Гостовића код Завидовића, где се некада налазио манастир Светог Пантелејмона, а који је порушен у вријеме Отоманске империје.

## Гаревачка парохија
Црква посвећена Светој Петки седиште је две парохије у Гаревцу – Ново насеље , основане 1. августа 2010. године.
Гаревачку прву парохију чине делови насеља Гаревац и то: Гаревац-Коридор, Гаревац-Баје и у Новом насељу улице: Војводе Путника, Војислава Илића, Лазе Костића, Студеничка, Светог Илије, Светог Николе, Савска, Краља Петра и Јанка Веселиновића.
Гаревачку другу парохију чине делови насеља Гаревац: један део насеља у Гаревцу – од пруге до Психијатријске болнице - Јакеш, а у Новом насељу улице: Стефана Првовенчаног, Светог Василија Острошког, Петровданска, Свете Тројице, Светог Јована, Шумадијска, Дринска и Моравска.

## Изградња и архитектура
Храм је у основи у облику уписаног крста развијеног типа са три апсиде. Градња је почела 5. августа 2003. године, а 2. новембра исте године темеље цркве освештао је епископ зворничко-тузлански Василије. Радови на изградњи завршени су до маја 2007. године. Цркву је освештао 18. септембра 2011. године надлежни архијереј Василије. Кумови храма били су Предраг и Љиљана Вуковић, родом из Горњих Кречана, настањени у Гаревцу.
Иконостас од липовог дрвета израдио је Витомир Марковић из Укринице код Теслића. Иконе за иконостас живописане су у иконописачкој радионици Петра Билића из Београда. Цркву су фрескописали од септембра од 2012. до 2016. године Никола Ђуровић из Косјерића и Никола Цвијовић из Београда.
Парохијске матичне књиге воде се од 2003. године.